# آداما دیاتا
آداما دیاتا (به انگلیسی: Adama Diatta ؛ زادهٔ ۱۴ اوت ۱۹۸۸) یک کشتی‌گیر آزاد‌کار اهل سنگال است. وی سابقه حضور در المپیک ۲۰۲۰ توکیو را دارد.